# Dolmen de la Pointe de Liouse

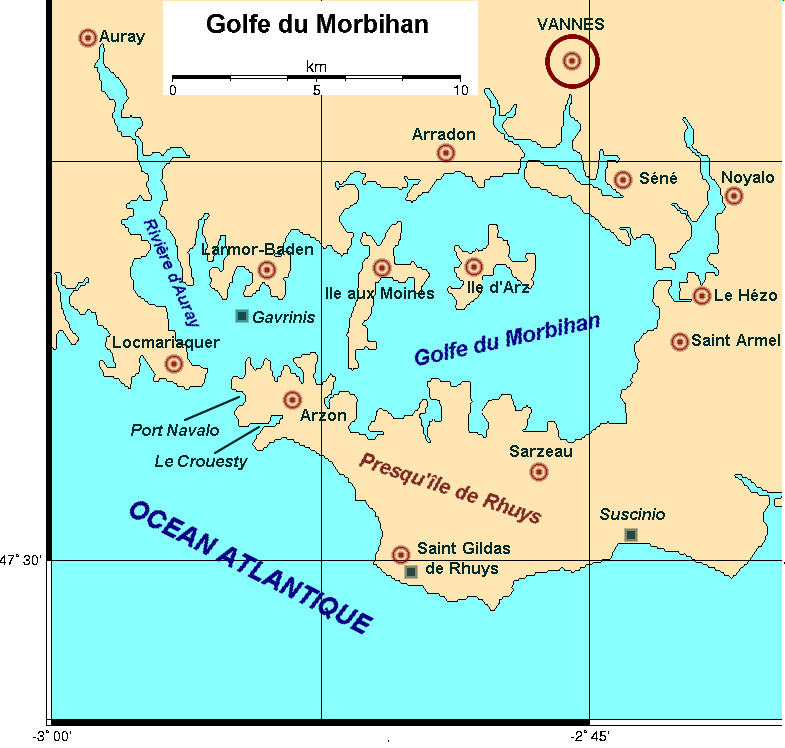
Die Île-d’Arz im Golfe du Morbihan

Die mindestens drei Dolmen de la Pointe de Liouse (auch Pen-Lious; Pen-Louis; Pen-Liouze genannt) liegen im äußersten Süden der Île d’Arz im Golf von Morbihan im Département Morbihan in der Bretagne in Frankreich. Dolmen ist in Frankreich der Oberbegriff für neolithische Megalithanlagen aller Art (siehe: Französische Nomenklatur).
Drei zerstörte Dolmen liegen am Meer, in einem lichten Wald, in einem großen Steindamm eingebettet. Der mittlere Dolmen ist der am besten erhaltene. Er hat einige erodierte Gravuren. Die vielen verstreuten Steine sind die Reste anderer megalithischer Strukturen, bilden aber kein vollständiges Bild.
Die drei Megalithanlagen wurden im Jahre 1884 ausgegraben und enthielten Keramik, Feuersteinfragmente und Beile, die sich im Musée d’Histoire et d’Archéologie in Vannes befinden. Die Objekte halfen, die Denkmäler dem Neolithikum 4000 bis 2500 v. Chr. zuzuordnen.
Etwa 1,5 Kilometer nördlich liegt der Dolmen von Pen Raz.

## Siehe auch

Dolmen von Pointe de Liouse
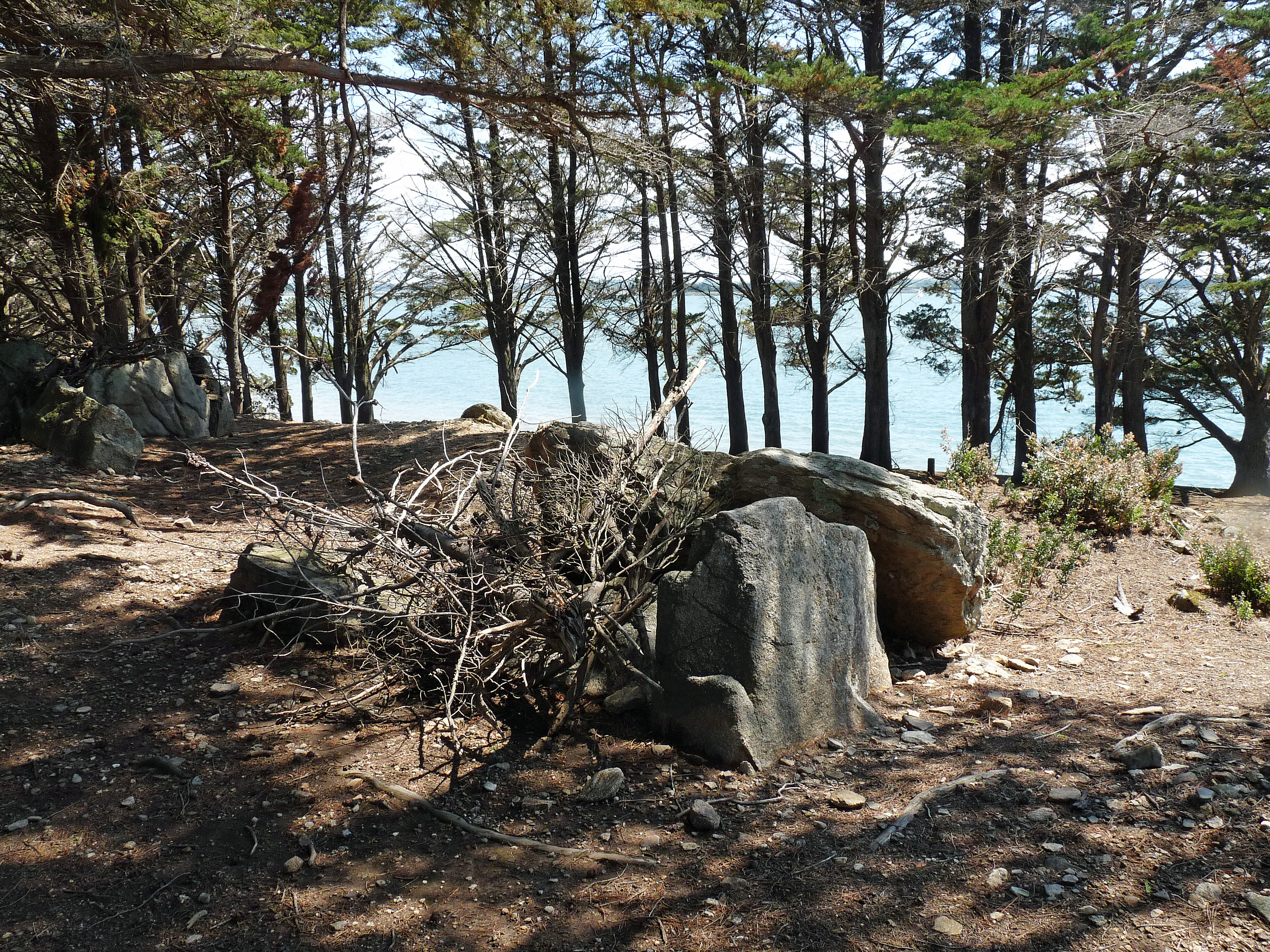
Dolmen de la Pointe de Liouse
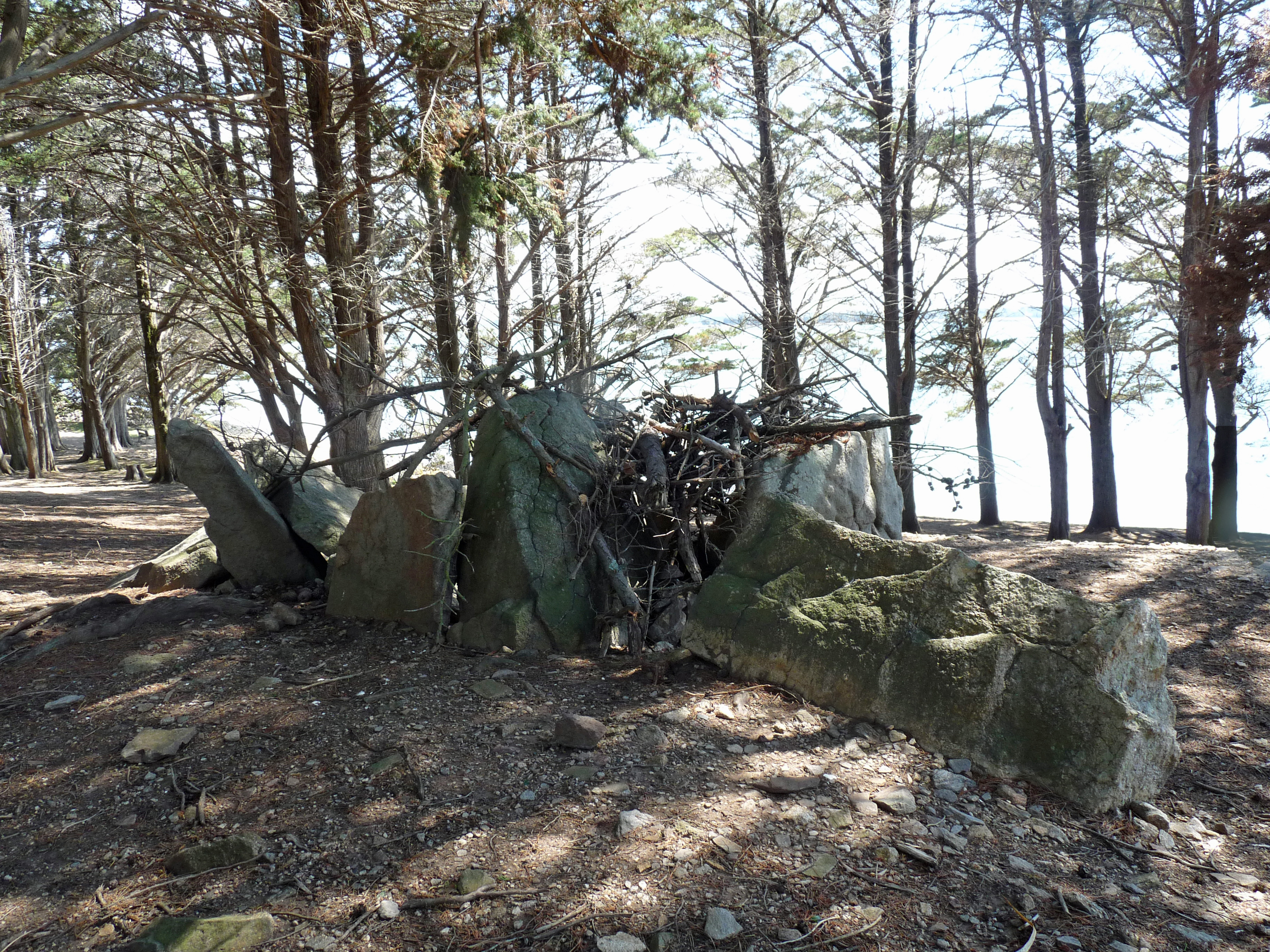
Dolmen de la Pointe de Liouse
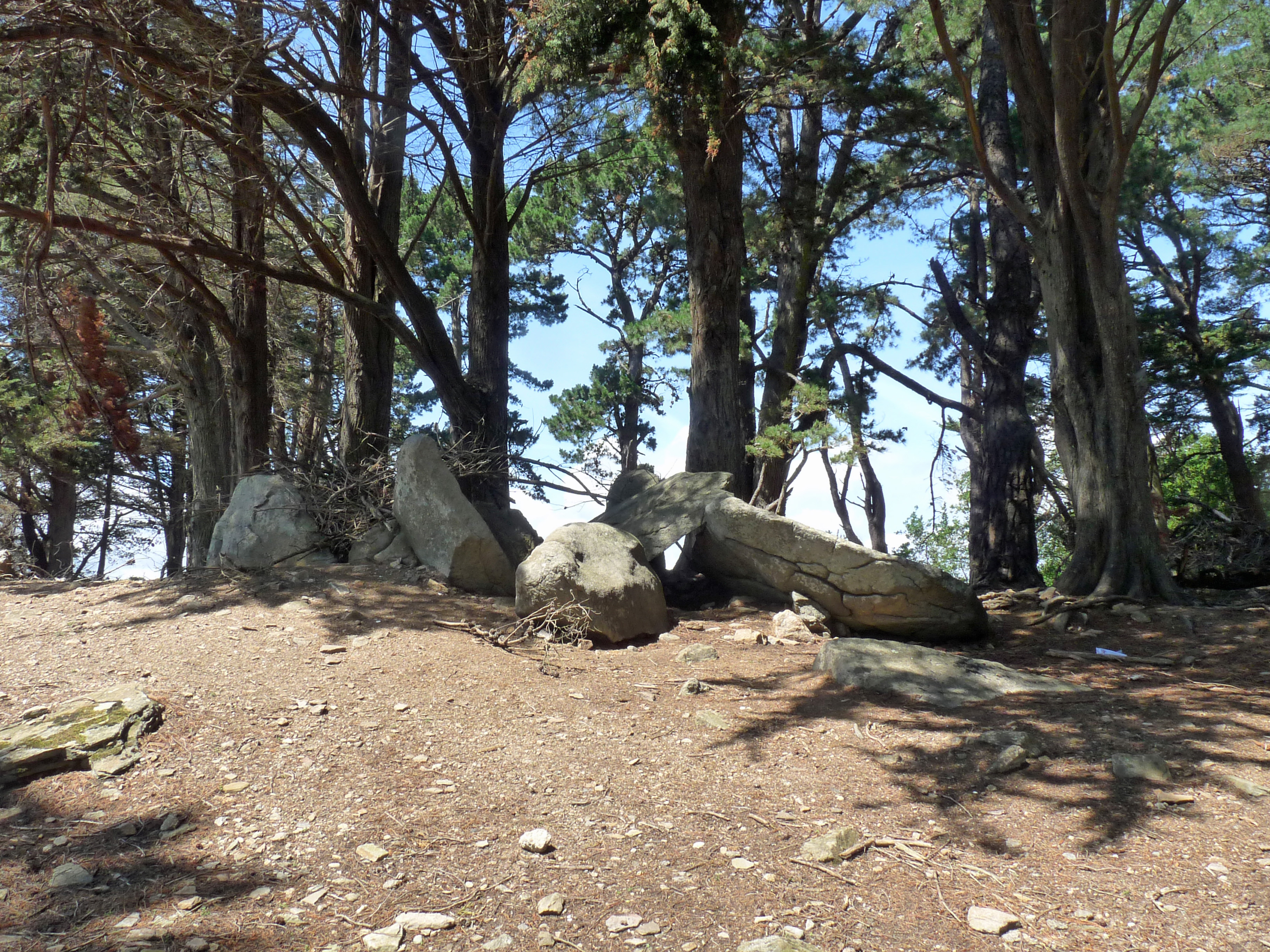
Dolmen de la Pointe de Liouse
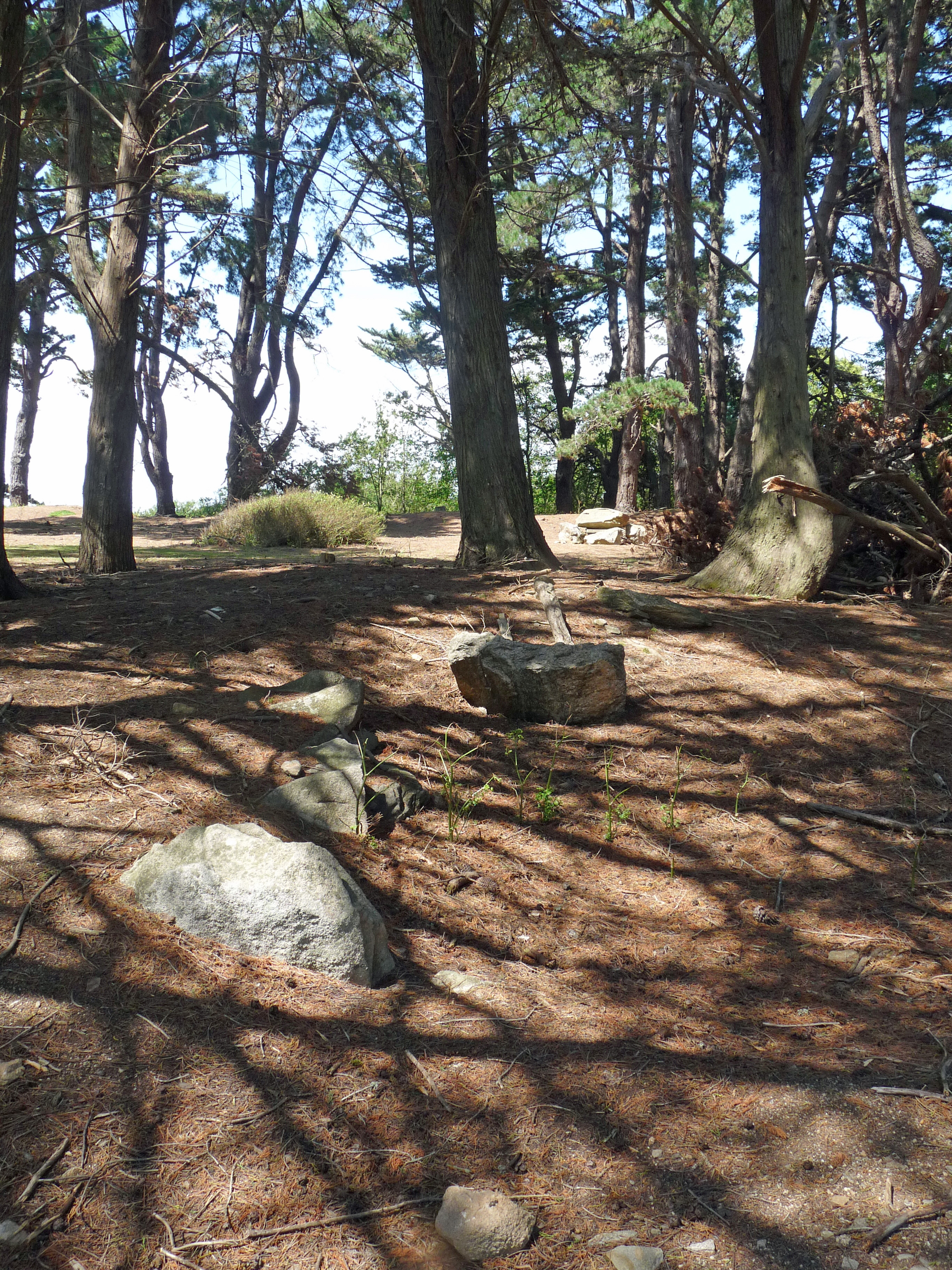
Dolmen de la Pointe de Liouse